# Aire urbaine de Millau
L'aire urbaine de Millau est une aire urbaine française constituée autour de la ville de Millau (Aveyron).

## Caractéristiques
En 2020, l'Insee définit un nouveau zonage d'étude : les aires d'attraction des villes. L'aire d'attraction de Millau remplace désormais son aire urbaine, avec un périmètre différent.
D'après la délimitation 2010 établie par l'INSEE, l'aire urbaine de Millau est composée de 13 communes, toutes situées dans l'Aveyron.
L’aire urbaine de Millau appartient à l’espace urbain de Millau.
Son pôle urbain est l'unité urbaine de Millau (couramment : agglomération).

### Communes
Liste des communes appartenant à l'aire urbaine de Millau selon la nouvelle délimitation de 2010 et sa population municipale en 2017 (liste établie par ordre alphabétique) :
| Nom                        | Code Insee | Statut | Superficie (km2) | Population (dernière pop. légale) | Densité (hab./km2) |
| -------------------------- | ---------- | ------ | ---------------- | --------------------------------- | ------------------ |
| Aguessac                   | 12002      |        | 17,64            | 924 (2022)                        | 52                 |
| Castelnau-Pégayrols        | 12062      |        | 53,01            | 346 (2022)                        | 6,5                |
| Compeyre                   | 12070      |        | 10,36            | 526 (2022)                        | 51                 |
| Comprégnac                 | 12072      |        | 11,09            | 217 (2022)                        | 20                 |
| Creissels                  | 12084      |        | 28,19            | 1 564 (2022)                      | 55                 |
| La Cresse                  | 12086      |        | 19,06            | 323 (2022)                        | 17                 |
| Millau                     | 12145      |        | 168,23           | 21 859 (2022)                     | 130                |
| Paulhe                     | 12178      |        | 4,72             | 365 (2022)                        | 77                 |
| Rivière-sur-Tarn           | 12200      |        | 26,08            | 1 045 (2022)                      | 40                 |
| La Roque-Sainte-Marguerite | 12204      |        | 49,4             | 178 (2022)                        | 3,6                |
| Saint-André-de-Vézines     | 12211      |        | 38,97            | 132 (2022)                        | 3,4                |
| Saint-Beauzély             | 12213      |        | 30,69            | 575 (2022)                        | 19                 |
| Verrières                  | 12291      |        | 53,01            | 364 (2022)                        | 6,9                |

### Évolution de la composition
- 1999 : 12 communes (dont 2 forment le pôle urbain)
- 2010 : 13 communes (dont 3 forment le pôle urbain)
  - Castelnau-Pégayrols, Saint-André-de-Vézines et Saint-Beauzély sont ajoutées à la couronne du pôle urbain (+3)
  - Mostuéjouls et Saint-Georges-de-Luzençon deviennent des communes multipolarisées (-2)

## Évolution démographique
L'évolution démographique ci-dessous concerne l'unité urbaine selon le périmètre défini en 2010.
| 1968   | 1975   | 1982   | 1990   | 1999   | 2009   | 2011   | 2013   | 2015   |
| ------ | ------ | ------ | ------ | ------ | ------ | ------ | ------ | ------ |
| 27 285 | 26 719 | 26 672 | 27 299 | 27 382 | 28 379 | 28 114 | 28 793 | 28 933 |

| 2016   | 2017   | - | - | - | - | - | - | - |
| ------ | ------ | - | - | - | - | - | - | - |
| 28 907 | 28 795 | - | - | - | - | - | - | - |